# Бі сун лоу
Бі сун лоу (皕宋楼, з кит. Вежа двохсот сунських манускриптів) — одна з найбільш книгозбірень в історії Китаю.
Була створена наприкінці XIX століття цінським вченим Лу Сін'юанєм після того, як він залишив офіційну посаду та повернувся на свою прабатьківщину. Бібліотека налічувала близько 150 000 книг та манускриптів, з-посеред яких було близько 200 надзвичайно рідкісних манускриптів епохи Сун (960―1279 рр.). Знаходилася на території сучасного міста Хучжоу провінції Чжецзян.
У 1907 році Лу Шупань (陆树藩), старший син Лу Сін'юаня, через надмірні борги розпродав майже усю колекцію батька. Більша частина колекції була скуплена японським банкіром Івасакі Яносуке для створеного ним художнього музею Сейкадо Бунко.
Сама будівля Бі сун лоу занесена до переліку об'єктів охорони матеріальної культурної спадщини провінції Чжецзян.